# Zwischenbrücken
Zwischenbrücken est une ancienne commune indépendante qui est aujourd'hui partagée entre Leopoldstadt et Brigittenau, respectivement le deuxième et le vingtième arrondissement de Vienne, en Autriche.